# Ramsey Angela
Ramsey Angela (Róterdam, 6 de noviembre de 1999) es un deportista neerlandés que compite en atletismo.
Participó en los Juegos Olímpicos de Tokio 2020, obteniendo una medalla de plata en la prueba de 4 × 400 m.
Ganó una medalla de bronce en el Campeonato Mundial de Atletismo en Pista Cubierta de 2024 y dos medallas en el Campeonato Europeo de Atletismo en Pista Cubierta, en los años 2021 y 2023.

## Palmarés internacional
| Juegos Olímpicos                     | Juegos Olímpicos      | Juegos Olímpicos  | Juegos Olímpicos |
| Año                                  | Lugar                 | Medalla           | Prueba           |
| ------------------------------------ | --------------------- | ----------------- | ---------------- |
| 2020                                 | Tokio (Japón)         | Medalla de plata  | 4 × 400 m        |
| Campeonato Mundial en Pista Cubierta |                       |                   |                  |
| Año                                  | Lugar                 | Medalla           | Prueba           |
| 2024                                 | Glasgow (Reino Unido) | Medalla de bronce | 4 × 400 m        |
| Campeonato Europeo en Pista Cubierta |                       |                   |                  |
| Año                                  | Lugar                 | Medalla           | Prueba           |
| 2021                                 | Toruń (Polonia)       | Medalla de oro    | 4 x 400 m        |
| 2023                                 | Estambul (Turquía)    | Medalla de bronce | 4 × 400 m        |